# Ермолино (Бежаницкий район)
Ермолино — деревня в Бежаницком районе Псковской области России. Входит в состав сельского поселения Бежаницкое.

## География
Деревня находится в восточной части Псковской области, в пределах Бежаницкой возвышенности, на левом берегу реки Ревки, на расстоянии примерно 15 километров (по прямой) к северо-востоку от посёлка городского типа Бежаницы, административного центра района.

### Часовой пояс
Деревня Ермолино, как и вся Псковская область, находится в часовой зоне МСК (московское время). Смещение применяемого времени относительно UTC составляет +3:00.

## История
До 2015 года входила в состав ныне упразднённой Бежаницкой волости.

## Население
| 2001 | 2002 | 2010 |
| ---- | ---- | ---- |
| 1    | ↘0   | →0   |